# بنیاد الی ویزل
بنیاد الی ویزل برای انسانیت (انگلیسی: Elie Wiesel Foundation for Humanity) در ۱۹۸۶ توسط الی ویزل و همسرش تأسیس گردید.ویزل در همان سال برنده جایزه صلح نوبل شد. او با استفاده از پول جایزه بودجه تأسیس بنیاد را تأمین کرد. ویزل که خود در جریان هولوکاست نابرابر را تجربه کرده بود و در چندین زمینه مختلف در ارتباط با هولوکاست کار کرده بود، در یک بیانیه مأموریت تأسیس بیناد را مبارزه با بی‌تفاوتی، عدم تحمل و بی‌عدالتی گذاشت و برای تحقق آن گفتگوی تمدن‌ها در عرصه بین‌المللی و ایجاد برنامه‌های متمرکز برای جوانان را شیوه کار خود قرار داد تا بدینوسیله بتواند درک برابری را فعلیت بخشد.
کار بنیاد گردهم‌آوردن مردم سراسر جهان بود تا با به اشتراک گذاشتن عقاید مرزهای سیاسی، فرهنگی و دانشگاهی را درنوردد. به همین منظور بنیاد با برگزاری مسابقات و توزیع جوایز و کنفرانس‌هایی برای جوانان در ایالات متحده و سایر کشورهایی که درگیری‌های فرهنگی تجربه کرده‌اند زمینه‌های درک برابری را ایجاد کند.

## در خبرها
این بنیاد تقریباً ۱۵ میلیون دلار سرمایه‌گذاری کرده بود و سرمایه آن با سرمایه‌گذاری امن توسط (برنارد میداف) اداره می‌شد، اما با کلاهبرداری ئی که توسط شرکت میداف صورت گرفت در ۲۰۰۸ تقریباً ۵۰ میلیارد دلار سرمایه بنیاد از بین رفت.با این حال برغم این رسوایی، ویزل اجازه نداد این شکست مانع از پیگیری اهداف بنیاد برای تحقق مأموریت خود شود. ویزل تجربیات خود را در مورد هولوکاست در کتاب خاطرات خود به نام «شب» به اشتراک گذاشت و نام وی را اکنون می‌توان در موزه یادبود هولوکاست ایالات متحده آمریکا در واشینگتن، دی.سی. مشاهده کرد.

## مرکز بیت سیپورا
این بنیاد دو مرکز «بیت سیپورا» در اسرائیل برای یهودیان اتیوپیایی که از خشونت در آفریقا فرار می‌کنند احداث کرد. نام این مراکز به نام خواهر کوچک الی ویزل نام‌گذاری شد که در جریان جنگ جهانی دوم در اردوگاه کار اجباری آشویتس کشته شد. این مراکز در اواسط دهه ۹۰ پس از نجات هزاران یهودی اتیوپیایی از آفریقا، جایی که آنها با آزار و اذیت و خشونت مواجه بودند تأسیس گردید. این پناهجویان از ۲۵ مه ۱۹۹۱ با هواپیما از اتیوپی به اسرائیل منتقل شدند. تخلیه شامل انتقال ۱۸۰۰۰یهودی بود که به مدت بیش از سی و شش ساعت طول شد. دولت‌های اسرائیل و آمریکا بیش از یک سال با دولت اتیوپی در حال مذاکره بودند تا یهودیان را از اتیوپی خارج کنند. سیاست قبلی این بود که بیش از ۱۳۰۰ یهودی طی سی روز نمی‌توانند اتیوپی را ترک کنند، این محدودیت توسط دیکتاتور منگیستو هایله ماریام اعمال شد. با این حال منگیستو هایله ماریام در اوایل ماه مه پس از فشار شورشیان مسلح از کشور فرار کرد. تسفای جبره کیدان رهبری را برعهده گرفت و نامه ای که از جانب رئیس‌جمهور جورج بوش دریافت کرد که در آن درخواست شده بود اجازه مهاجرت یهودیان از کشور را بدهد یا ایالات متحده به او کمک نمی‌کند، پذیرفت به‌خصوص که در حال پیشبرد مذاکرات آتش‌بس با شورشیان بود. ایده احداث این مراکز از طریق مشاهده نیاز روزافزون به ایجاد مراکز امن و آموزشی برای پناهندگان یهودی اتیوپی در اسرائیل به بنیاد انسانی الی ویزل رسید. دو مرکز بیت سیپورا در اشکلون و کریات ملاخی اسرائیل تأسیس شدند. مأموریت این مراکز آموزش به جامعه یهودیان اتیوپیایی در اسرائیل است و به جوانان اتیوپیایی-اسرائیلی این فرصت را می‌دهد که از دانش کافی برای مشارکت کامل با هم در جامعه برخوردار شوند. دو مکان از مراکز بیت سیپورا احداث مدرسه بیش از ۱۰۰۰کودک را در برنامه راه اندازی دارند.
این مرکز به‌طور رسمی در ۵ ژوئیه ۲۰۰۷افتتاح شد، مرکز اشکلون سابق با کلاس‌های جدید، فن آوری و سالن اجتماعات جدید ساخته شد. مرکز اشکلون در کلاس‌های اول تا ششم به دانش آموزان خدمت می‌کند، یک برنامه تابستانی برای دانش آموزان اجرا می‌کند، و همچنین یک برنامه آموزش بزرگسالان برای اطراف جوامع فراهم می‌کند. در ۲۰۰۴ دانشجویان اتیوپیایی که در مرکز اشکلون تحصیل می‌کردند برای ثبت نام در دوره‌های عالی آموزشی برگزیده می‌شوند، در سال تحصیلی ما به ازای دریافت بورس تحصیلی از بنیاد انسانی الی ویزل باز این فرصت بهره‌مند می‌شدند که در مرکز بیت سیپورا اشکلون داوطلبانه کار کنند و این کار به‌طور قابل توجهی به بودجه تحصیلات دانشگاهی افراد کمک می‌کرد. مرکز مطالعات و غنی سازی بیت سیپورا در کریات ملاخی طی پانزده سال گذشته به رشد خود ادامه داد. برای حمایت از تعداد روزافزون دانشجویان، کتابخانه جدید و گسترده‌ای در ۲۰۰۲ افتتاح شد. یک برنامه امتحانات جدید از طریق کلاس دوازدهم در ۲۰۰۴ در دسترس دانش آموزان قرار گرفت. مرکز بیت سیپورا در کریات ملاخی همچنین برنامه‌هایی را برای دانش آموزان کلاس ۱ تا ۱۲ و بزرگسالان طراحی کرد که شامل یک برنامه تابستانی برای دانش آموزان و یک برنامه آموزشی برای بزرگسالات می‌باشد.
الی و ماریون ویزل هر دو با مراکز همکاری می‌کردند و اغلب به منظور تشویق کودکان به مسافرت می‌رفتند. کار آنها از چشم‌ها پنهان نماند. مسئولان مدارس و دولت اسرائیل تحت تأثیر اقدامات مثبت و چشمگیر ویزل قرار گرفتند و با مطالعه برنامه‌های غنی سازی بیت سیپورا برای کودکان یهودی اتیوپیایی را دیدند و به اظهار نظر در مورد آن پرداختند.